# المراقد

تعديل مصدري - تعديل

المراقد هي إحدى قرى عزلة زنجبار بمديرية زنجبار التابعة لمحافظة أبين، بلغ تعداد سكانها 702 نسمة حسب تعداد اليمن لعام 2004.